# Acanthodelta debilis
Acanthodelta debilis är en fjärilsart som beskrevs av Holland 1894. Acanthodelta debilis ingår i släktet Acanthodelta och familjen nattflyn. Inga underarter finns listade i Catalogue of Life.